# Quarterback titolari dei Detroit Lions
Questi quarterback sono partiti come titolari per i Detroit Lions della National Football League. Sono inseriti in ordine di data a partire dalla prima partenza come titolari nei Lions.

## Quarterback titolari
Lista di tutti i quarterback titolari dei Detroit Lions. Il numero tra parentesi indica il numero di gare da titolare giocate nella stagione:

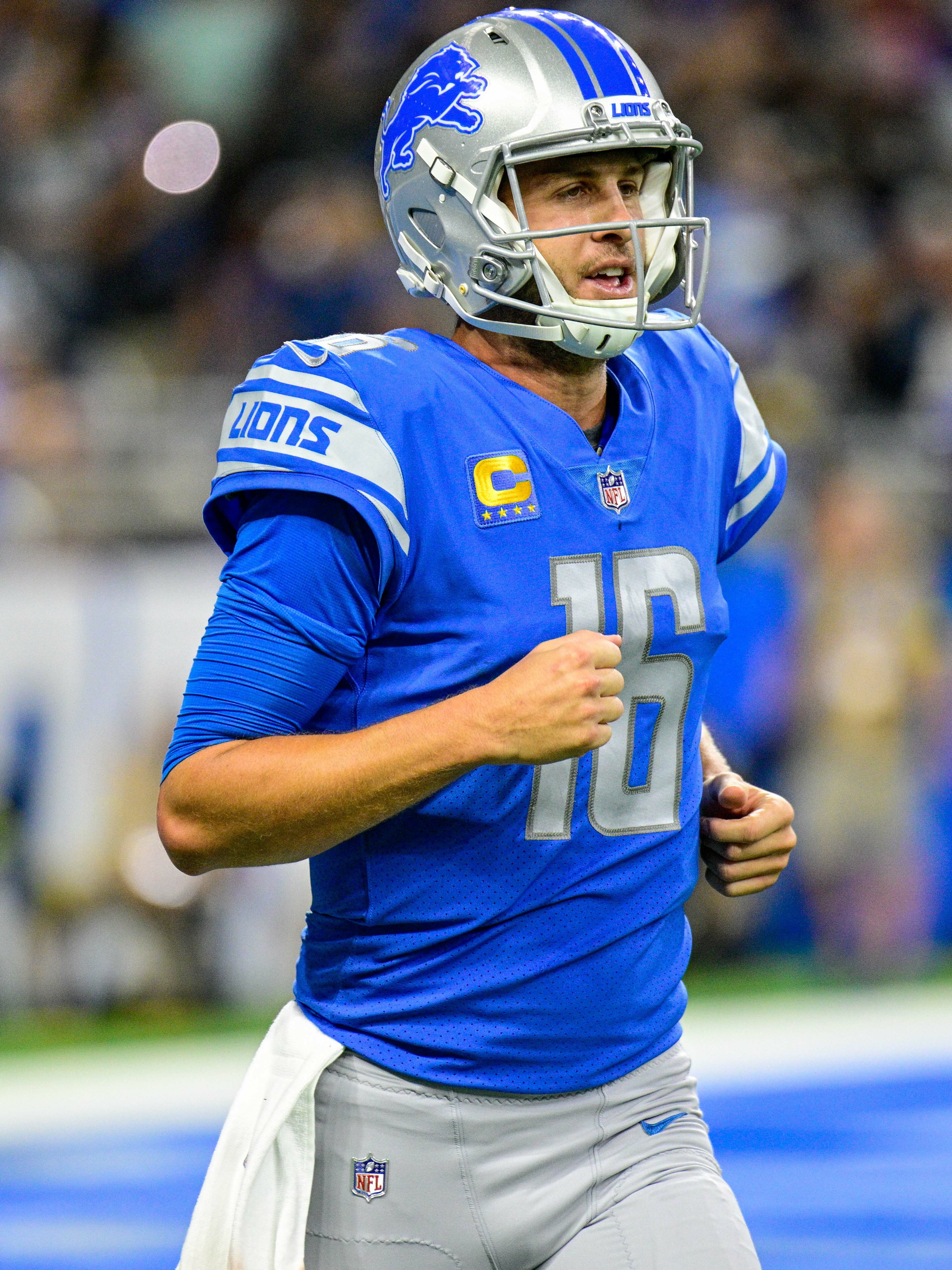
Jared Goff, 2021-presente

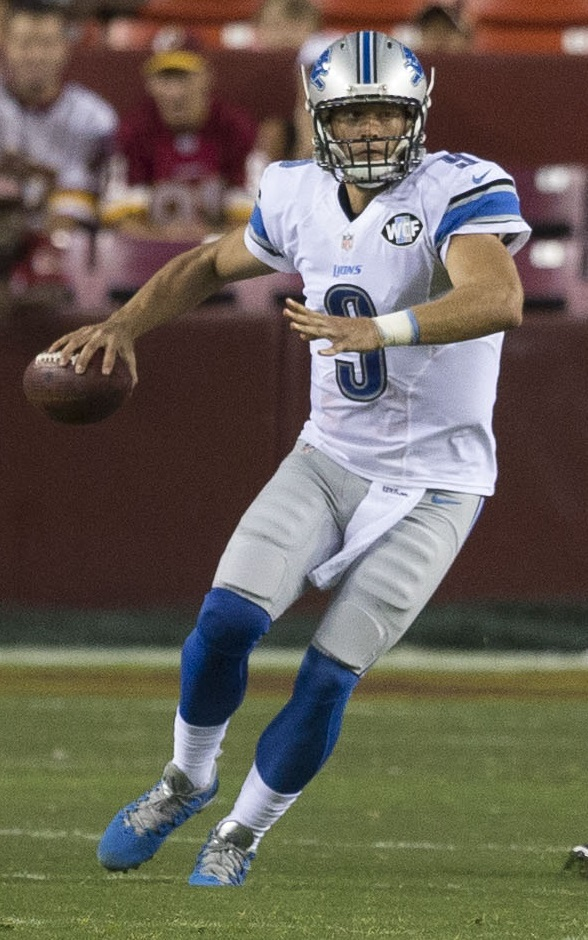
Matthew Stafford, 2009-2020

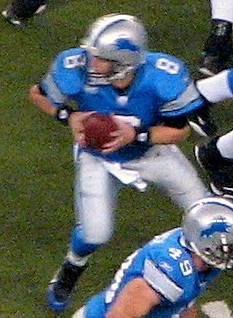
Jon Kitna, 2006-2008

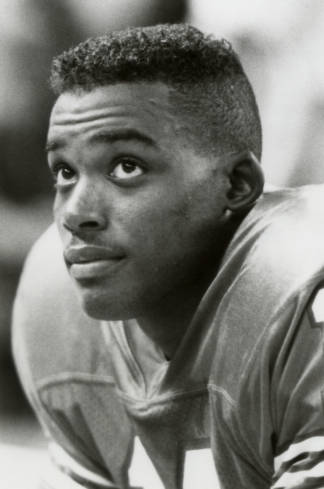
Andrew Ware, 1990-1993

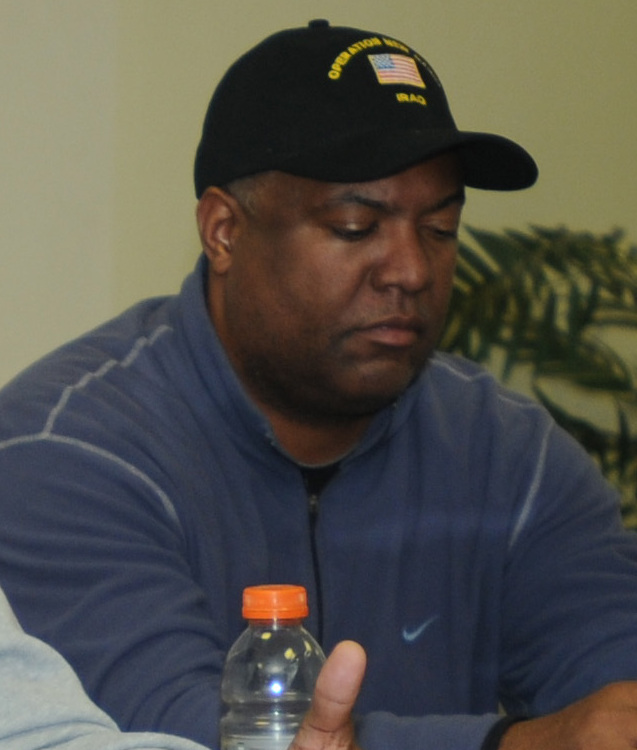
Rodney Peete, 1989-1993

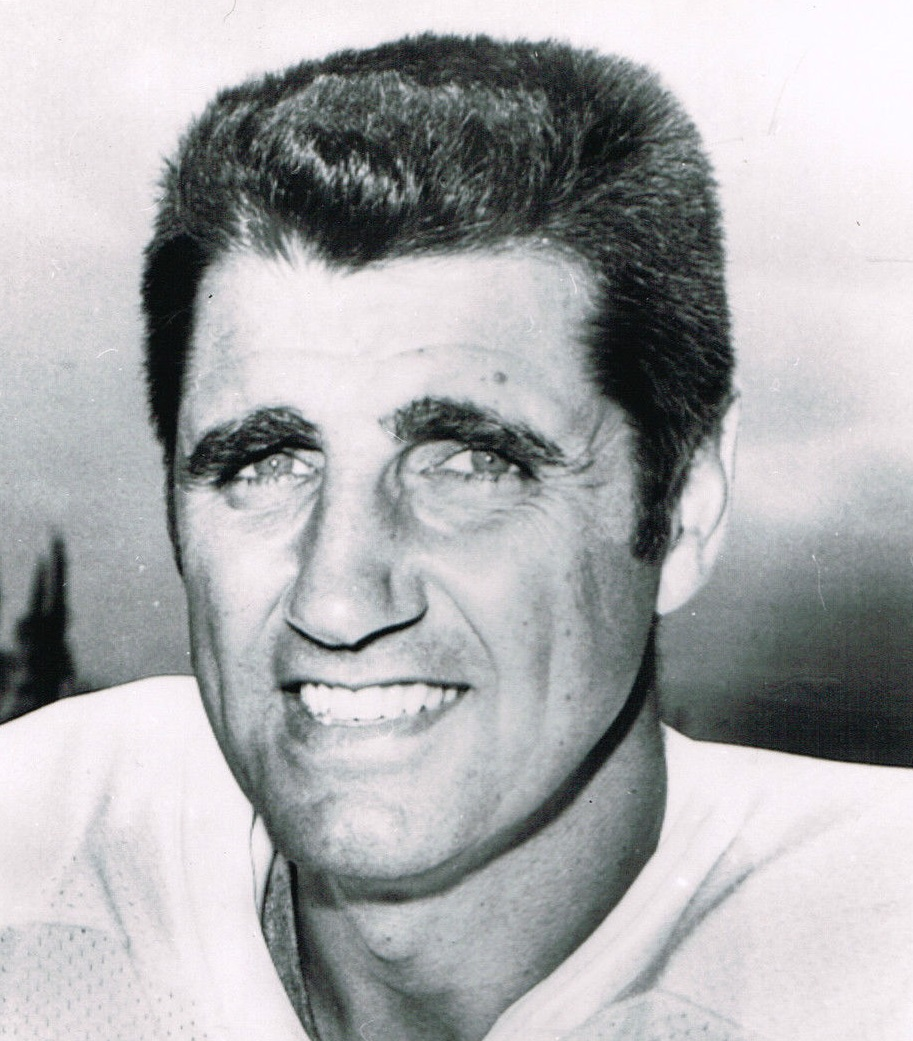
Earl Morrall, 1959-1964

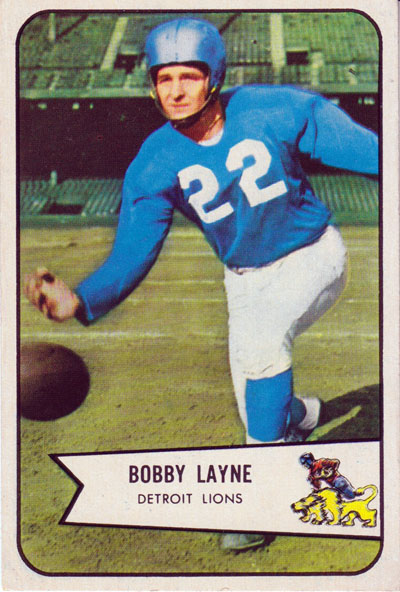
Bobby Layne, 1950-1958

| Quarterback titolari dei Detroit Lions |                                                                 |
| Anno                                   | Quarterback                                                     |
| 2022                                   | Jared Goff (3)                                                  |
| 2021                                   | Jared Goff (14) / Tim Boyle (3)                                 |
| 2020                                   | Matthew Stafford (16)                                           |
| 2019                                   | Matthew Stafford (8) / David Blough (5) / Jeff Driskel (3)      |
| 2018                                   | Matthew Stafford (16)                                           |
| 2017                                   | Matthew Stafford (16)                                           |
| 2016                                   | Matthew Stafford (16)                                           |
| 2015                                   | Matthew Stafford (16)                                           |
| 2014                                   | Matthew Stafford (16)                                           |
| 2013                                   | Matthew Stafford (16)                                           |
| 2012                                   | Matthew Stafford (16)                                           |
| 2011                                   | Matthew Stafford (16)                                           |
| 2010                                   | Shaun Hill (10) / Matthew Stafford (3) / Drew Stanton (3)       |
| 2009                                   | Matthew Stafford (10) / Daunte Culpepper (5) / Drew Stanton (1) |
| 2008                                   | Dan Orlovsky (7) / Daunte Culpepper (5) / Jon Kitna (4)         |
| 2007                                   | Jon Kitna (16)                                                  |
| 2006                                   | Jon Kitna (16)                                                  |
| 2005                                   | Joey Harrington (11) / Jeff Garcia (5)                          |
| 2004                                   | Joey Harrington (16)                                            |
| 2003                                   | Joey Harrington (16)                                            |
| 2002                                   | Joey Harrington (12) / Mike McMahon (4)                         |
| 2001                                   | Charlie Batch (9) / Ty Detmer (4) / Mike McMahon (3)            |
| 2000                                   | Charlie Batch (15) / Stoney Case (1)                            |
| 1999                                   | Charlie Batch (10) / Gus Frerotte (6)                           |
| 1998                                   | Charlie Batch (12) / Frank Reich (2) / Scott Mitchell (2)       |
| 1997                                   | Scott Mitchell (16)                                             |
| 1996                                   | Scott Mitchell (14) / Don Majkowski (2)                         |
| 1995                                   | Scott Mitchell (16)                                             |
| 1994                                   | Scott Mitchell (9) / Dave Krieg (7)                             |
| 1993                                   | Rodney Peete (10) / Erik Kramer (4) / Andre Ware (2)            |
| 1992                                   | Rodney Peete (10) / Erik Kramer (3) / Andre Ware (3)            |
| 1991                                   | Rodney Peete (8) / Erik Kramer (8)                              |
| 1990                                   | Rodney Peete (11) / Bob Gagliano (4) / Andre Ware (1)           |
| 1989                                   | Rodney Peete (8) / Bob Gagliano (7) / Eric Hipple (1)           |
| 1988                                   | Rusty Hilger (9) / Chuck Long (7)                               |
| 1987                                   | Chuck Long (12) / Todd Hons (3)                                 |
| 1986                                   | Eric Hipple (10) / Joe Ferguson (4) / Chuck Long (2)            |
| 1985                                   | Eric Hipple (15) / Joe Ferguson (1)                             |
| 1984                                   | Gary Danielson (14) / John Witkowski (1) / Eric Hipple (1)      |
| 1983                                   | Eric Hipple (16)                                                |
| 1982                                   | Gary Danielson (5) / Eric Hipple (4)                            |
| 1981                                   | Eric Hipple (10) / Gary Danielson (4) / Jeff Komlo (2)          |
| 1980                                   | Gary Danielson (16)                                             |
| 1979                                   | Jeff Komlo (16)                                                 |
| 1978                                   | Gary Danielson (11) / Greg Landry (5)                           |
| 1977                                   | Greg Landry (11) / Gary Danielson (2) / Joe Reed (1)            |
| 1976                                   | Greg Landry (12) / Joe Reed (2)                                 |
| 1975                                   | Joe Reed (8) / Bill Munson (3) / Greg Landry (3)                |
| 1974                                   | Greg Landry (14)                                                |
| 1973                                   | Greg Landry (7) / Bill Munson (7)                               |
| 1972                                   | Greg Landry (14)                                                |
| 1971                                   | Greg Landry (14)                                                |
| 1970                                   | Bill Munson (8) / Greg Landry (6)                               |
| 1969                                   | Bill Munson (7) / Greg Landry (7)                               |
| 1968                                   | Bill Munson (12) / Greg Landry (2)                              |
| 1967                                   | Karl Sweetan (8) / Milt Plum (6)                                |
| 1966                                   | Karl Sweetan (8) / Milt Plum (6)                                |
| 1965                                   | Milt Plum (11) / George Izo (3)                                 |
| 1964                                   | Milt Plum (11) / Earl Morrall (3)                               |
| 1963                                   | Earl Morrall (11) / Milt Plum (3)                               |
| 1962                                   | Milt Plum (14)                                                  |
| 1961                                   | Jim Ninowski (8) / Earl Morrall (6)                             |
| 1960                                   | Jim Ninowski (10) / Earl Morrall (2)                            |
| 1959                                   | Tobin Rote (7) / Earl Morrall (5)                               |
| 1958                                   | Tobin Rote (11) / Bobby Layne (1)                               |
| 1957                                   | Bobby Layne (8) / Tobin Rote (4)                                |
| 1956                                   | Bobby Layne (12)                                                |
| 1955                                   | Bobby Layne (10) / Harry Gilmer (2)                             |
| 1954                                   | Bobby Layne (8) / Tom Dublinski (4)                             |
| 1953                                   | Bobby Layne (11) / Tom Dublinski (1)                            |
| 1952                                   | Bobby Layne (11) / Jim Hardy (1)                                |
| 1951                                   | Bobby Layne (12)                                                |
| 1950                                   | Bobby Layne (12)                                                |
| 1949                                   | Fred Enke (7) / Frank Tripucka (4) / Clyde LeForce (1)          |
| 1948                                   | Fred Enke (10) / Clyde LeForce (2)                              |
| 1947                                   | Clyde LeForce                                                   |
| 1946                                   | Dave Ryan                                                       |
| 1945                                   | Chuck Fenenbock                                                 |
| 1944                                   | Frank Sinkwich                                                  |
| 1943                                   | Frank Sinkwich                                                  |
| 1942                                   | Harry Hopp                                                      |
| 1941                                   | Byron "Whizzer" White                                           |
| 1940                                   | Byron "Whizzer" White                                           |
| 1939                                   | Dwight Sloan                                                    |
| 1938                                   | Vern Huffman                                                    |
| 1937                                   | Dutch Clark                                                     |
| 1936                                   | Dutch Clark                                                     |
| 1935                                   | Dutch Clark                                                     |
| 1934                                   | Dutch Clark                                                     |
| 1933                                   | Glenn Presnell                                                  |
| 1932                                   | Dutch Clark                                                     |
| 1931                                   | Glenn Presnell                                                  |
| 1930                                   | Chuck Bennett                                                   |